# Alfred Heurtaux
Alfred Marie-Joseph Heurtaux ou Heurteaux (20 de Maio de 1893 – 30 de dezembro de 1985) foi um aviador e ás da aviação francês durante a Primeira Guerra Mundial, creditado com 21 vitórias. Mais tarde, na Segunda Guerra Mundial, juntou-se à Resistência Francesa e sobreviveu à prisão em Buchenwald, um campo de morte, para se tornar um general de brigada na Força Aérea Francesa do pós-guerra.